# Лобо, Вилли
Уильям (Вилли) Лобо (англ. William (Willie) Lobo, 20 июня 1937) — угандийский хоккеист (хоккей на траве), нападающий.

## Биография
Вилли Лобо родился 20 июня 1937 года.
Играл в хоккей на траве за «Симба Юнион» из Кампалы.
В 1972 году вошёл в состав сборной Уганды по хоккею на траве на Олимпийских играх в Мюнхене, занявшей 15-е место. Играл на позиции нападающего, провёл 7 матчей, забил 1 мяч в ворота сборной Испании.